# Обсерватория Коллеверде ди Гвидония
Обсервато́рия Коллеве́рде ди Гвидо́ния (итал. Osservatorio Colleverde di Guidonia) — астрономическая обсерватория, основанная в 1991 году в Гуидония-Монтечельо, Лацио, Италия. Руководитель обсерватории Винченцо Сильвано Казулли. Обсерватория входит в состав Группы итальянских астрометристов.

## Инструменты обсерватории
- 400mm f/4.5 Newton + SBIG St6

## Направления исследований
- Открытие астероидов

## Основные достижения
- Открыто 149 астероидов с 1993 по 2010 года, которые уже получили постоянное обозначение[2]
- 5221 астрометрических измерений опубликовано с 1991 по 2002 года [3]

## Адрес обсерватории
- Via Monte Rosa, 1 00012 Colleverde di Guidonia RM